# كينيتشيرو فوكوي
كينيتشيرو فوكوي (باليابانية: 福井 健一郎)، من مواليد محافظة هيوغو اليابانية 4 مارس 1970، هو ملحن موسيقي ياباني مشهور، وسبق أن عمل لشركة كونامي ثم سكوير إنكس.